# Georg Ohm
Georg Simon Ohm (født 16. marts 1789, død 6. juli 1854) var en tysk fysiker og matematiker.
Ohm blev født i byen Erlangen i Tyskland og voksede op dér. I ni år var han gymnasielærer i fysik og matematik. I 1849 fik Ohm sin drøm opfyldt ved, at han blev professor ved universitetet i München.
I 1843 bekendtgjorde han, at kun sinusbølger, af det menneskelige øre, opfattes som rene toner. Men i lighed med hans lov om elektrisk modstand – som englænderne i starten syntes alene om at forstå betydningen af – tog det også tid inden omverdenen reagerede på hans anden opdagelse. Den blev først senere genopdaget og anvendt af Hermann von Helmholtz.
Måleenheden for elektrisk modstand, ohm, er opkaldt efter ham.

## Ohms lov
Georg er ophavsmand til "Ohms lov", som først blev publiceret i den berømte bog Die galvanische Kette, mathematisch bearbeitet fra 1827.
Ohms lov udtrykker at spændingen over en elektrisk komponent er lig produktet af komponentens resistans og strømstyrken gennem komponenten.
```
            
U
 = 
R
 · 
I

            volt = ohm x ampere
```